# Aéroport de Colonia Las Heras
L'Aéroport de Las Heras (code IATA : LHS • code OACI : SAVH) est un aéroport public desservant Las Heras, une ville de la région de production de pétrole et de gaz de la province de Santa Cruz en Argentine. L'aéroport est situé à l'extrémité ouest de la ville.